# Davor Dretar Drele
Davor Dretar zvani "Drele" (Zagreb, 13. rujna 1966.) je hrvatski pjevač, televizijski i radijski voditelj, televizijski glumac, političar i bivši zastupnik Domovinskog pokreta u Hrvatskom saboru. Osnivač je sastava Dreletronic. 

## Životopis
Osnovao je sastav Dreletronic u ranim devedesetim godinama. U pjesmama parodiraju jezik i stil života tog kraja Hrvatske. Drele je sam autor većine tekstova iako je u glazbenom dijelu imao pomoć od drugih. Sastav je objavio dva albuma i jednu kompilaciju. Imali su nekoliko uspješnica poput „Čavel v glavi” (parodija na pjesmu „Bojna Čavoglave”), „Kolinje” i mnoge druge.
Bio je voditelj reality showa Farma. Godine 2009. nastupio je u HRT-ovu zabavnom showu Zvijezde pjevaju, gdje je zajedno s pjevačicom Zoricom Kondža završio na petom mjestu. Nastupio je i u komičnom showu Genijalci. Gostovao je i u humorističnim serijama Stipe u gostima, Bitange i princeze i Zauvijek susjedi.
Godine 2007. na Varaždinskoj televiziji je u sklopu Špancirfesta zajedno s voditeljem Kristijanom Petrovićem ušao u Guinnessovu knjigu rekorda s najdužim vođenjem talk-showa. Njihova je emisija trajala 35 sati i 16 minuta. Od 1997. do 2014. radio je na Narodnom radiju kao DJ u emisiji Jutro uz Narodni, a onda je prešao na RTL televiziju gdje je do 2018. bio voditelj u obiteljskom kvizu Pet na pet. 
Trenutno je voditelj emisije Dobro jutro na Drugom programu Hrvatskoga radija i nositelj rubrika Zvjezdani dom i Iznenađenja u emisiji IN Magazin na Novoj TV. Natjecatelj je pete sezone emisije Tvoje lice zvuči poznato. 
Na parlamentarnim izborima 2020. na listi Domovinskog pokreta Miroslava Škore ulazi u Hrvatski Sabor.
Dana 3. srpnja 2024. godine napušta Domovinski pokret zbog nezadovoljstva s vodstvom stranke.

## Filmografija

### Televizijske uloge
- "Stipe u gostima" kao Štef/Klempi (2009. – 2010.)
- "Zauvijek susjedi" kao Joža Bednjanec (2008.)
- "Bitange i princeze" kao Drele (2007.)

## Voditelj
- "Hrvatski broj jedan" na RTL-u kao voditelj (2014.)
- "Pet na pet" na RTL-u kao voditelj (2014. – 2016.)
- "Tri, dva, jedan, peci!" na RTL-u kao voditelj (2013.)
- "Farma" na Nova TV kao voditelj (2008. – 2010.)
- "Jutro uz Narodni radio" na Narodnom radiju kao DJ (1997. – 2014.)

## Sinkronizacija
- "Malci" kao policijski vojnik (2015.)
- "Bijeg s planeta Zemlje" kao Sova (2013.)
- "Čudovišta protiv vanzemaljaca" (2009.)